# Eurotrip
Eurotrip är en amerikansk komedifilm från 2004 i regi av Jeff Schaffer. Schaffer har även skrivit filmens manus tillsammans med två av filmens producenter; Alec Berg och David Mandel.

## Handling
Scotty går sista året på HighSchool. Samma dag han firar sin examen så dumpar hans flickvän honom. 
Scotty berättar allt för sin brevvän från Tyskland Mieke som har skrivit med under hela high school-perioden. Scotty tror att Mieke är en kille (övertygad om att det är en tysk variant av Mike). 
När Mieke föreslår att de ska träffas för han är singel så inser en smått berusad Scotty efter en vild avslutningsfest med skolan att det förmodligen är en tysk pervers kille. 
Scotty bryter kontakten för att sedan inse att Mieke är en tjej efter att hans lillebror förklarat att Mieke är ett vanligt tyskt namn ungefär som Michelle i USA. Det visar sig dessutom att hon är en riktig skönhet. 
Scotty bestämmer sig på grund av detta för att åka till Europa och han får med sig sin bästa kompis Cooper på resan. Väl framme på flygplatsen finns inga avgångar till Berlin förrän nästa dag så de tar ett flyg till England och London. I London får de därefter en intressant kväll på en huliganpub. När Scotty och Cooper vaknar nästa morgon så sitter de på ovanvåningen i en buss som far mot Frankrike och Paris. Scott och Cooper möter upp med sina kompisar, tvillingarna, som visar sig vara i Paris. Tvillingarna följer därefter med på den skruvade resan genom Europa. 
Resan blir således följande, flyg från Ohio i USA till London i England, buss Paris i Frankrike, tåg i Frankrike till Crans Sur Mer, tåg till  Amsterdam i Nederländerna, lift med lastbil till Bratislava i Slovakien, lift med bil till Miekes hemstad Berlin i Tyskland. Men resan tar inte slut i Berlin utan går vidare mot Italien, Rom och Vatikanstaten.
Under resans gång stöter gänget på alla tänkbara märkliga saker som det konstiga, exotiska Europa har att erbjuda. De har en fördom om att Europa är väldigt erotiskt och att det där också förekommer massor av vilt sex och att alla utvandrare från Europa var pryda, kompisgänget fantiserar allihop om att få ha sex i den galna kontinenten Europa.

## Rollista
- Scott Mechlowicz - Scott Thomas
- Jessica Boehrs - Mieke
- Jacob Pitts - Cooper Harris
- Kristin Kreuk - Fiona
- Cathy Meils - Mrs. Thomas
- Nial Iskhakov - Bert
- Michelle Trachtenberg - Jenny
- Travis Wester - Jamie
- Matt Damon - Donny
- Vinnie Jones - Mad Maynard